# Evropska socialna listina
Evropska socialna listina je pravni akt Sveta Evrope in velja kot mednarodna pogodba , ki je bila odprta za podpis članic od 18. oktobra 1961 in je pričela uradno učinkovati od 26. februarja 1965 naprej. Do leta 1991 jo je ratificiralo 20 držav članic.
Listina je bila revidirana/spremenjena leta 1996. Revidirana listina je začela veljati leta 1999 in bo postopoma nadomeščala začetno pogodbo z leta 1961. Listina določa seznam človekovih pravic in svoboščin in vzpostavlja nadzorni mehanizem, ki zagotovi njihovo spoštovanje s strani držav pogodbenic.
Listina je bila sestavljena kot opora Evropski konvenciji o človekovih pravicah, ki je obsegala predvsem državljanske in politične pravice. Razširjen obseg bi tako pokril tudi skupino socialnih in ekonomskih pravic. Osnovne pravice iz Listine so: pravica do stanovanja, do zdravja, izobraževanja, delavskih pravic, zaposlenosti, zmanjšanja delovnih ur enakega plačila za enako delo, starševskega dopusta, socialne varnosti, socialne in pravne zaščite iz revščine in socialne izključenosti, prostega pretoka oseb in ne-diskriminacije, tudi urejanje pravic migrantskih delavcev in oseb s posebnimi potrebami.
Države pogodbenice morajo letno predložiti poročila o izvajanju za članico zavezujočih določb Listine (ali starejše prejete leta 1961 ali kasnejše, revidirane) in tako prikazati, kako so jih uporabile v praksi in kakšne ukrepe so pripravile na ravni pravnega ureditve. V luči teh ugotovitev izda Odbor ministrov vladam priporočila in jih zaprosi, da spremenijo svojo notranjo zakonodajo ali prakso, da bi zagotovile skladnost z Listino. Njegove sklepe pripravi tako imenovani Vladni odbor, v katerem so zastopane vse pogodbenice in kot opazovalci tudi socialni partnerji.

## Evropski odbor za socialne pravice
Evropski odbor za socialne pravice je odgovoren za spremljanje nadzora izvajanja Listine pri državah pogodbenicah Listine. Odbor je sestavljen iz 15 neodvisnih strokovnjakov, ki so izvoljeni s strani Sveta Evrope in njihovega Odbora ministrov za dobo šest let, z možnostjo enkratnega podaljšanja. Dodatni protokol k Evropski socialni listini, v katerem je predviden sistem kolektivnih pritožb, je bil sprejet leta 1995 in omogoča določenim organizacijam delavcev in delodajalcev ter nevladnim organizacijam, da se ob domnevnih kršitvah pritožijo Evropskemu odboru za socialne pravice. Sprejet je poseben seznam nevladnih organizacij, ki uživajo participativni status pri Svetu Evrope. Odbor preuči pritožbo in ob dopustnosti pritožbe obravnava vsebinsko pritožbo. Postopek je lahko tako usten kot pisen. 
Revidirana ali Spremenjena evropska socialna listina vsebuje tudi dodatne pravice. Med temi pravicami so zlasti: pravica do varstva pred revščino in socialno izključenostjo, pravica do dostojnega stanovanja in pravica do varstva ob prenehanju zaposlitve.